# Konrad der Ältere (Konradiner)
Konrad der Ältere († 27. Februar 906 bei Fritzlar) aus dem Haus der Konradiner war ein Sohn des Grafen Udo im Lahngau (um 830–879) und der Vater des späteren deutschen Königs Konrad I. Konrad wird als nepos (Neffe, Enkel, Nachkomme) des Königs Arnulf bezeichnet, der mit Oda, einer Verwandten Konrads, verheiratet war.

## Leben
Konrad war 886 Graf im Oberlahngau, Graf im Wormsgau, ab 897 Graf im Hessengau, 903 Graf im Gotzfeldgau und 905 Graf in der Wetterau. Nachdem Arnulf den fränkischen Babenberger Markgrafen Poppo von Thüringen gestürzt hatte, wurde Konrad 892 als Verwandter der Königin mit der Nachfolge Poppos betraut. Gleichzeitig wurde Konrads Bruder Rudolf zum Bischof von Würzburg ernannt, womit die Konradiner einen beherrschenden Einfluss nicht nur in Hessen, sondern nun auch in Thüringen und Mainfranken gewannen.
Als Arnulf Ende 899 starb und kurz darauf sein siebenjähriger Sohn Ludwig das Kind, der Sohn Odas, zum König gewählt wurde, gewannen Konrad und seine Familie erheblichen Einfluss auf die Reichspolitik. Konrad konnte sich allerdings in Thüringen gegen die mächtiger werdenden Liudolfinger nicht behaupten, und diese Markgrafschaft ging daher bereits vor 903 wieder verloren. Dafür wuchs der Familie mit dem Titel eines dux regni Lothringens für Konrads Bruder Gebhard weitere Macht zu. Konrad stand ab 902 in einer blutigen Fehde mit den Babenbergern, in der er 906 bei Fritzlar den Tod fand. Dies führte sehr schnell die Gefangenschaft und Hinrichtung des letzten Babenbergers, Adalbert, herbei. Konrad wurde in der Martinskirche in Weilburg beerdigt.
Der Tod Konrads des Älteren und das Ende der Babenberger machte den Weg frei für Konrads Sohn, Konrad den Jüngeren, der dann mit dem Titel dux (Herzog) in Main- und Rheinfranken herrschte und 911 zum König des Ostfränkischen Reichs gewählt wurde.

## Familie
Konrad war ab etwa 880 verheiratet mit Glismut (* um 866; † 26. April 924), Tochter von Kaiser Arnulf von Kärnten. Mit ihr hatte er vier Kinder:
- Konrad der Jüngere († 918), 910 Herzog von Franken, 911 ostfränkischer König
- Eberhard († 939), 918 Herzog von Franken
- Otto bzw. Udo od. Odo († nach 918), 904 Graf im Ruhrgau, 912 Graf an der mittleren Lahn
- Tochter ⚭ Burkhard

Konrads Vater war Udo im Lahngau, seine Brüder waren:
- Gebhard (888 bezeugt; † (22.) Juni 910 bei Augsburg), 897 und 906 Graf im oberen Rheingau, 909 Graf in der Wetterau, 903 Herzog in Lothringen (dux regni)
- Rudolf († 3. August 908 in Thüringen), 892–908 Bischof von Würzburg

| Personendaten    | Personendaten                                                            |
| ---------------- | ------------------------------------------------------------------------ |
| NAME             | Konrad der Ältere                                                        |
| KURZBESCHREIBUNG | Markgraf von Thüringen und Vater des späteren deutschen Königs Konrad I. |
| GEBURTSDATUM     | 9. Jahrhundert                                                           |
| STERBEDATUM      | 27. Februar 906                                                          |
| STERBEORT        | Fritzlar                                                                 |